# Canon EOS 6D Mark II
Die Canon EOS 6D Mark II ist eine digitale Spiegelreflexkamera des japanischen Herstellers Canon. Ihre Markteinführung in Europa war im Juli 2017. Die Kamera verfügt über einen Vollformatsensor, einen dreh- und schwenkbaren 3"-Touchscreen, sowie eine Option für Serienbilder und Zeitrafferaufnahmen.

## Technische Merkmale
Die Kamera erlaubt eine Serienbildrate von 6,5 Bildern pro Sekunde und nimmt Videos in einer Auflösung von 1920 × 1080 Pixeln mit bis zu 60 (59,94) Bildern pro Sekunde auf. In speziellen Scene-Modi ist es möglich, HDR-Videos in 1080p30 aufzuzeichnen; für den Zeitraffermodus steht die maximale Auflösung von 2160p30 (4K) zur Verfügung.
Der in der Kamera integrierte GPS-Empfänger kann außer Signalen des amerikanischen GPS auch Signale des russischen GLONASS und des japanischen QZSS auswerten. Die Kamera basiert auf einem herstellereigenen DIGIC-7-Chip.
Die Kamera wird durch die Akkumulatoren der Canon-Serie LP-E6 gespeist.

## Rezeption
Die Kamera wurde bei ihrer Vorstellung unterschiedlich bewertet: Einerseits wurde sie als gelungenes Update des Vorgängermodells EOS 6D (Markteinführung 2013) wahrgenommen. Andere sahen die DSLR-Kamera schon bei Einführung als veraltet an, da zu diesem Zeitpunkt schon etliche spiegellose Vollformatkameras mit umfangreicheren Autofokusfunktionen und einer besseren Bildqualität in ihrem Preissegment erhältlich waren.
Kritisiert wurde bei Markteinführung, dass die Kamera keine durchgängige 4K-Video-Auflösung bietet, wie das bei vergleichbaren Modellen der Konkurrenz schon länger der Fall war. Auch fehlt eine mechanische kamerainterne Bildstabilisierung.